# Selaginella plagiochila
Selaginella plagiochila är en mosslummerväxtart som beskrevs av Bak.. Selaginella plagiochila ingår i släktet mosslumrar, och familjen mosslummerväxter. Inga underarter finns listade i Catalogue of Life.